# Harman-Ising Studio
Le Harman-Ising Studio n'est pas à proprement parler un vrai studio de production de court métrage d'animation. On appelle par ce terme la longue collaboration au sein de différents studios entre Hugh Harman et Rudolf Ising après avoir quitté le studio Disney.

## Historique
Les deux animateurs travaillèrent dès 1922 avec Walt Disney au sein du Laugh-O-Gram Studio au côté de Ub Iwerks, Carman Maxwell et Friz Freleng. Ils travaillent alors sur plusieurs courts métrages et Alice's Wonderland le pilote des Alice Comedies. Mais le jeune studio fait faillite en juillet 1923. Walt part en Californie et fonde dès octobre un nouveau studio, le Disney Brothers Studio,. En raison de l'acceptation par Marie Winkler du projet des Alice Comedies puis à Oswald le lapin chanceux, Walt fait venir ses anciens employés à Los Angeles. Harman et Ising participent alors à la série d'Oswald, distribuée par Universal Pictures. Mais Charles Mintz, le nouveau mari de Marie Winkler, a pris en main la société de sa femme. Grâce au contrat qu'il a fait signer à Walt Disney, il est le producteur de la série et Universal le propriétaire des droits sur le nouveau personnage. Walt ne le découvre qu'en 1928 lorsqu'il demande un budget plus important pour les prochains films. Walt refuse de poursuivre la collaboration avec Mintz et apprend que certains de ses animateurs ont signé un contrat avec un studio récemment et spécialement créé par Mintz et son beau-frère George Winkler, les Robert Winkler Productions. Mintz reprend alors la production des Oswald, le premier produit par Mintz est High Up sorti le 6 août 1928 tandis que le dernier produit par Disney est Hot Dog, sorti le 20 août. Deux des principaux animateurs, devenus réalisateurs, sont Harman et Ising.
En 1929, Universal décide de se séparer du studio Robert Winkler Productions pour le remplacer par le studio de Walter Lantz. Les deux animateurs décident alors de lancer leur propre studio avec comme base un personnage conçu par Harman en 1927 lors des Alice Comedies, un enfant noir. En mai 1929, Harman et Ising produisent un pilote pour une série avec un personnage nommé Bosko. C'est à partir de cette date que l'on parle du Harman-Ising Studio
Le pilote est remarqué par Leon Schlesinger qui décide de produire la série des deux compères. Sous la coupe de Schlesinger, le studio prend le nom de Leon Schlesinger Productions. Schlesinger baptise la nouvelle série Looney Tunes et la vend à Warner Bros. La série de Bosko fonctionne et Harman prend la direction des Looney Tunes tandis qu'Ising prend la direction d'une seconde série de Warner, les Merrie Melodies.
En 1933, ils quittent Schlesinger à la suite d'une dispute sur les budgets et rejoignent les studios Van Beuren mais après deux courts métrages un problème de contrat survient. Ils vont alors en 1934 chez Metro-Goldwyn-Mayer. Ils y produisent de nouveaux Bosko et une nouvelle série nommée Happy Harmonies. En 1935, l'équipe s'installe au 861 Seward Street.
En 1937, la nouvelle série dépasse ses budgets et MGM licencie Harman et Ising. C'est alors qu'ils obtiennent un contrat avec Disney pour sous-traiter la production de Les Bébés de l'océan (1938) et aider celle du long métrage Blanche-Neige et les Sept Nains (1937). Après cet épisode, en octobre 1938, le studio déménage de ses locaux du 861 Seward Street pour les studios de la MGM, laissant la place à des animateurs Disney chargés de la production de Bambi (1942).
En août 1947, les locaux du 861 Seward Street sont repris par Walter Lantz Productions.
La collaboration s'arrête dans les années 1950. Harman s'est retrouvé en grand précarité financière et n'a survécu qu'avec l'aide d'Ising et d'anciens collègues. Harman décède en 1982 d'une longue maladie. Ising décède en 1992 d'un cancer après avoir vendu des peintures principalement pour subvenir à Harman, lui payant entre autres sa maison.